# Lee Wai Tong
Lee Wai Tong (Hong Kong, 16 ottobre 1905 – Hong Kong, 4 luglio 1979) è stato un calciatore e allenatore di calcio cinese.

## Carriera
È spesso considerato il più grande calciatore cinese per aver vinto diversi titoli dei Giochi dell'Estremo Oriente con la nazionale della Repubblica di Cina e per aver capitanato la squadra di calcio nazionale nel primo torneo olimpico della storia, quello di Berlino del 1936.
A ciò ha fatto seguito una carriera di club di grande successo con il South China di Hong Kong, con cui ha vinto otto titoli di campionato, contribuendo a far diventare il club la squadra di maggior successo nella storia del territorio dell'epoca.
Dopo il suo ritiro, è passato alla dirigenza, dove ha guidato la squadra nazionale di calcio maschile della Repubblica di Cina (che in seguito ha giocato come Taiwan e Taipei cinese) alla vittoria dei Giochi asiatici del 1954.

## Palmarès

### Giocatore

#### Club
- Hong Kong Premier League: 8

1923-1924, 1932-1933, 1934-1935, 1935-1936, 1937-1938, 1938-1939, 1939-1940, 1940-1941

#### Nazionale
- Giochi dell'Estremo Oriente: 5

1923, 1925, 1927, 1930, 1934

### Allenatore
- Giochi asiatici: 2

1954, 1958